# Mae Nam Khwae Noi (Mae Nam Nan)
Der Mae Nam Khwae Noi (Thai: แม่น้ำแควน้อย), oder nur Khwae Noi ist ein Nebenfluss des Mae Nam Nan in Nordthailand.
Ein weiterer thailändischer Fluss trägt den gleichen Namen, er liegt jedoch im Westen von Zentralthailand in der Provinz Kanchanaburi in der Nähe der Grenze zu Myanmar.

## Etymologie
Mae Nam ist das thailändische Wort für ‚Fluss‘ und steht vor jedem thailändischen Flussnamen. Das erste Element des Namens Khwae (Thai: แคว) bedeutet ‚Nebenfluss‘, das zweite Noi (Thai: น้อย) bedeutet ‚klein‘. So heißt also die wörtliche Übersetzung von Mae Nam Khwae Noi „Kleiner Nebenfluss“.

## Geographie
Die Quelle des Khwae Noi liegt in den Bergen des Landkreises (Amphoe) Chat Trakan in der Provinz Phitsanulok, innerhalb des Nationalparks Nam Tok Chat Trakan. Von hier fließt er durch den landwirtschaftlich genutzten Landkreis Chat Trakan und weiter durch die Kreise Wat Bot, Wang Thong und Phrom Phiram.
Schließlich mündet der Khwae Noi in der Gemeinde (Tambon) Chom Thong im Landkreis Mueang Phitsanulok in den Mae Nam Nan.
Der Khwae Noi ist somit Teil des Chao-Phraya-Flusssystems, welches schließlich südlich der Landeshauptstadt Bangkok in den Golf von Thailand mündet.

## Geschichte
Der Mae Nam Khwae Noi war geschichtlich der Haupt-Transportweg und daher sehr wichtig für die Bewohner der Provinz Phitsanulok und die umliegenden Provinzen.
Der Khwae-Noi-Fluss zusammen mit dem größeren Nan-Fluss brachte als Kommunikationsweg Wohlstand und Wachstum nach Phitsanulok. 
Das Leben entlang der Ufer dieser beiden Flüsse beeinflusste die Kultur der einfache Menschen dieser Region sehr.

## Nebenflüsse
Nebenflüsse des Khwae Noi sind der Mae Nam Om Sing und der Mae Nam Fua.

## Khwae-Noi-Staudamm-Projekt
Aufgrund der Klima-Veränderung der letzten Jahre kam es in der Regenzeit häufig zu Überschwemmungen entlang des Khwae Noi, was zu einer Qualitätsminderung des Ackerlandes führte. Durch den erhöhten Wasserabfluss in den Nan-Fluss kam es auch dort zu Zerstörungen. Während der Trockenzeit hingegen kommt es häufig zu Dürreperioden, da der Pegel des Khwae Noi zu niedrig ist. Auf Initiative des Königs wurde daher im Amphoe Wat Bot ein Staudamm errichtet, um diese Probleme zu mildern. Der Staudamm wurde 2009 fertiggestellt.